# Bošnjane (okręg pomorawski)
Bošnjane (cyr. Бошњане) – wieś w Serbii, w okręgu pomorawskim, w gminie Paraćin. W 2011 roku liczyła 914 mieszkańców.